# 聖克魯斯 (倫皮拉省)

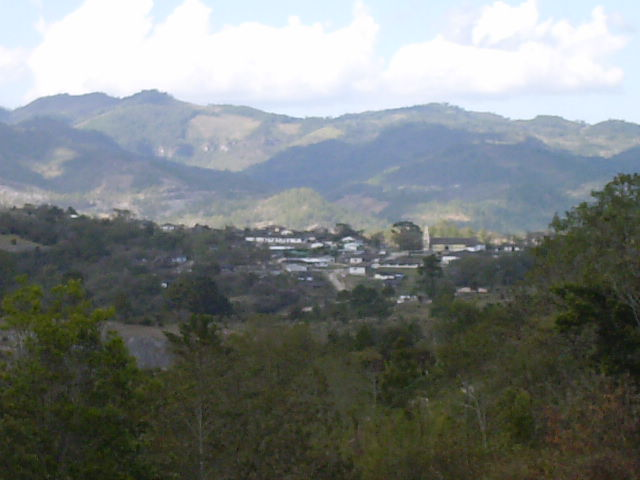

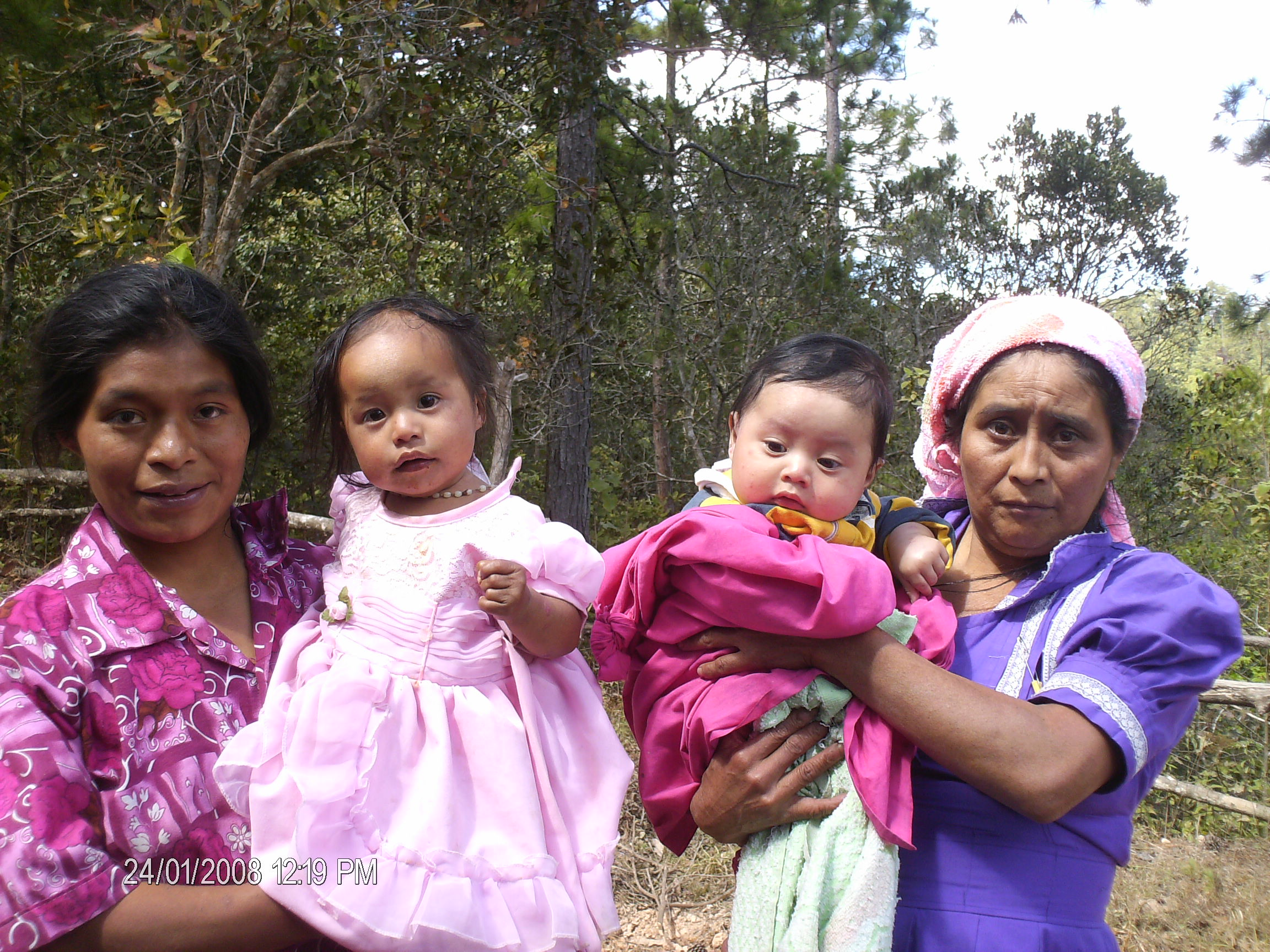

聖克魯斯（西班牙語：Santa Cruz），是洪都拉斯的城鎮，位於該國西南部，由倫皮拉省負責管轄，始建於1926年10月26日，面積150.3平方公里，海拔高度534米，2001年人口4,815，人口密度每平方公里32.04人。